# Ovidio Mezza
Ovidio Mezza est un footballeur international bolivien devenu entraineur à la fin de sa carrière. Il a notamment dirigé l'équipe nationale bolivienne en 2005.

## Carrière

### Carrière de joueur
Mezza porte les couleurs de la Verde, l'équipe de Bolivie, lors la Copa América 1975. Malgré un tournoi décevant (une seule victoire en quatre matchs), l'attaquant de Club Bolívar inscrit tous les buts de sa formation, deux contre le Chili et un contre le Pérou. Il se signale à nouveau lors des éliminatoires de la Coupe du monde 1978 en inscrivant un but lors de la victoire 3-1 au Venezuela.

### Carrière d'entraîneur
En 2005, la fédération bolivienne fait appel à lui pour remplacer Ramiro Blacut à la tête de la sélection. Il dirige l'équipe lors des éliminatoires de la Coupe du monde 2006 alors que la Verde n'a plus que sept rencontres à disputer. À la suite d'un bilan catastrophique (six revers en sept rencontres), son mandat s'achève à la fin de la campagne de qualifications, que les Boliviens terminent à la dernière place.